# Año Uno
Año uno es una película estadounidense de 2009 de comedia dirigida por Harold Ramis. La cinta está protagonizada por Jack Black y Michael Cera en los papeles principales.
Fue candidata al premio Teen Choice Award 2009 a la mejor película de comedia de verano.

## Argumento
Zed (Jack Black) y Oh (Michael Cera) son un cazador y un recolector de la prehistoria, respectivamente. La historia comienza con estos dos amigos que viven en una tribu con costumbres de esa época. Zed está enamorado de Maya (June Diane Raphael) a quien no dudará en mostrar sus sentimientos. Por su parte Oh está enamorado de Eema (Juno Temple), una guapa cavernícola hermana de Zed, con quien quiere acostarse.
Cuando el primero es expulsado de la tribu por comer el fruto prohibido, su amigo decide acompañarle en su exilio. Así, conocerán a personajes como a los hermanos Caín (David Cross) y Abel (Paul Rudd), o a Abraham (Hank Azaria) y su hijo Isaac (Christopher Mintz-Plasse). Llegarán incluso a la ciudad extinguida de Sodoma, donde deberán salvar a sus amadas Maya y Eema, quienes fueron atrapadas y llevadas hasta allí como esclavas. Después de pasar muchas aventuras, la princesa de Sodoma le ruega a Zed que entre en la habitación de los dioses, ya que cree que él es el elegido. Él acepta y es ahí donde encuentra a Oh, quien le dice que se estaba ocultando del sacerdote, quien le había pedido que bañara su cuerpo en aceite. Posteriormente los atrapan y los ponen a trabajar como esclavo.
Al final se enteran de que van a sacrificar a sus amadas y lo impiden llegando a luchar junto con el pueblo contra el rey, quien es asesinado por sus guardias, y después de matarlo le quitan la corona. Es en plena lucha cuando Oh rescata a Eema y se esconden, declarándose. Ella le responde con un beso y ambos pierden la virginidad juntos. Luego de eso, Oh sale, sudado y un poco mareado, diciendo que ya no pueden sacrificarla porque él la ha salvado haciéndole el amor y le dice al gladiador que le gustó haber tenido sexo con Eema y que siempre quiso hacerlo, ante lo cual ella sonríe conmovida. El gladiador le dice que qué tiene que ver y es cuando Zed lo golpea por la espalda, y los aldeanos lo matan, Caín es golpeado brutalmente, Oh arroja aceite al Sumo Sacerdote, quien cae en el fuego, y Zed gana la guerra.
Zed se va con Maya y sus seguidores al oeste. Mientras, Oh se va por otro camino con su ahora esposa, como líder de la tribu, y le promete a Zed tener muchos bebés con Eema.

## Reparto
- Jack Black como Zed, hijo de Zero.
- Michael Cera como Oh, hijo de Uh.
- Olivia Wilde como la princesa Inanna.
- June Diane Raphael como Maya.
- Harold Ramis (1944-2014) como Adán.
- Rhoda Griffis como Eva
- David Cross como Caín.
- Paul Rudd como Abel.
- Gabriel Sunday como Set
- Eden Riegel como Lilith.
- Hank Azaria como Abraham.
- Christopher Mintz-Plasse como Isaac.
- Juno Temple como Eema, hija de Zero y hermana de Zed.
- Matthew J. Willig como Marlak
- Oliver Platt como el sumo sacerdote.
- Vinnie Jones como el jefe de policía Sargón.
- Bill Hader como el chamán.
- Xander Berkeley como el rey de Sodoma
- Gia Carides como la reina de Sodoma
- Horatio Sanz as Enmebaragesi
- David Pasquesi como el primer ministro
- Kyle Gass como Zaftig el eunuco
- Marshall Manesh como el traficante de esclavos
- Paul Scheer como el albañil
- Bryan Massey como el nuevo guardia

## Comentarios
La banda sonora de Año uno fue compuesta por Theodore Shapiro e interpretada por la Hollywood Studio Symphony.
Esta película fue calificada como R por la MPAA. Después, los cineastas hicieron cortes a la película y le pusieron una calificación de 13+ «por el crudo vocabulario y contenido sexual a lo largo de la película, lenguaje fuerte breve y violencia mínima cómica».